# Liga Nacional de Baloncesto 2021
La temporada 2021 de la Liga Nacional de Baloncesto fue la decimoquinta temporada de la historia de la competición dominicana de baloncesto. Los Huracanes del Atlántico regresaron a la competición tras ausentarse dos temporadas, mientras que los Titanes del Distrito Nacional también regresaron tras recesar en la última edición del torneo.
La serie regular inició el 4 de agosto y terminó el 8 de septiembre, mientras que los playoffs iniciaron el 10 septiembre y finalizaron el 1 de octubre cuando los Leones de Santo Domingo se proclamaron campeones nacionales sobre los Titanes del Distrito Nacional con el resultado final de 4-2, logrando así su tercer título.

## Temporada Regular

### Clasificaciones
| Pos. | Equipo                             | PJ | G  | P  | %    | Dif. | Casa | Fuera |
| ---- | ---------------------------------- | -- | -- | -- | ---- | ---- | ---- | ----- |
| 1    | Metros de Santiago                 | 14 | 11 | 3  | .786 | -    | 7-0  | 4-3   |
| 2    | Cañeros del Este                   | 14 | 9  | 5  | .643 | 2    | 4-3  | 5-2   |
| 3    | Titanes del Distrito Nacional      | 14 | 8  | 6  | .571 | 3    | 3-4  | 5-2   |
| 4    | Leones de Santo Domingo            | 14 | 8  | 6  | .571 | 3    | 5-2  | 3-4   |
| 5    | Soles de Santo Domingo Este        | 14 | 6  | 8  | .429 | 5    | 4-3  | 2-5   |
| 6    | Huracanes del Atlántico            | 14 | 5  | 9  | .357 | 6    | 4-3  | 1-6   |
| 7    | Reales de La Vega                  | 14 | 5  | 9  | .357 | 6    | 2-3  | 1-5   |
| 8    | Indios de San Francisco de Macorís | 14 | 4  | 10 | .286 | 7    | 2-5  | 2-5   |

|  | Clasificados a la semifinales |

### Premios
- Jugador Más Valioso:

-  Yeison Colomé, Cañeros del Este

- Jugador Defensivo del Año:

-  Luis Montero, Titanes del Distrito Nacional

- Mejor Sexto Hombre del Año:

-  Brandone Francis, Metros de Santiago

- Novato del Año:

-  Eddy Polanco, Leones de Santo Domingo

- Jugador de Más Progreso:

-  Yeison Colomé, Cañeros del Este

- Dirigente del Año:

-  José Cabrera, Titanes del Distrito Nacional

## Playoffs
|  | Semifinales | Semifinales                   | Semifinales |                         |   | Serie Final                   | Serie Final | Serie Final |  |
|  | Mejor de 5  | Mejor de 5                    | Mejor de 5  |                         |   | Mejor de 7                    | Mejor de 7  | Mejor de 7  |  |
|  |             |                               |             |                         |   |                               |             |             |  |
|  |             |                               |             |                         |   |                               |             |             |  |
|  | 1           | Metros de Santiago            | 0           |                         |   |                               |             |             |  |
|  | 1           | Metros de Santiago            | 0           |                         |   |                               |             |             |  |
|  | 4           | Leones de Santo Domingo       | 3           |                         |   |                               |             |             |  |
|  | 4           | Leones de Santo Domingo       | 3           |                         | 4 | Titanes del Distrito Nacional | 2           |             |  |
|  |             |                               |             |                         | 4 | Titanes del Distrito Nacional | 2           |             |  |
|  |             |                               | 2           | Leones de Santo Domingo | 4 |                               |             |             |  |
|  | 2           | Titanes del Distrito Nacional | 2           | Leones de Santo Domingo | 4 | 3                             |             |             |  |
|  | 2           | Titanes del Distrito Nacional |             |                         |   | 3                             |             |             |  |
|  | 3           | Cañeros del Este              | 1           |                         |   |                               |             |             |  |
|  | 3           | Cañeros del Este              | 1           |                         |   |                               |             |             |  |
|  |             |                               |             |                         |   |                               |             |             |  |

### Serie Final
| Partido | Fecha            | Local                         | Resultado     | Visitante                     |
| ------- | ---------------- | ----------------------------- | ------------- | ----------------------------- |
| 1       | 19 de septiembre | Titanes del Distrito Nacional | 79-81 (1-0)   | Leones de Santo Domingo       |
| 2       | 22 de septiembre | Leones de Santo Domingo       | 73-86 (1-1)   | Titanes del Distrito Nacional |
| 3       | 24 de septiembre | Titanes del Distrito Nacional | 91-75 (2-1)   | Leones de Santo Domingo       |
| 4       | 26 de septiembre | Leones de Santo Domingo       | 94-84 (2-2)   | Titanes del Distrito Nacional |
| 5       | 29 de septiembre | Titanes del Distrito Nacional | 70-79 (3-2)   | Leones de Santo Domingo       |
| 6       | 1 de octubre     | Leones de Santo Domingo       | 114-101 (4-3) | Titanes del Distrito Nacional |

| Campeón de la Liga Nacional de Baloncesto 2021 |
| ---------------------------------------------- |
| Leones de Santo Domingo Tercer título          |

| Jugador Más Valioso de la Serie Final  |
| -------------------------------------- |
| Juan Guerrero, Leones de Santo Domingo |